# .td
Pour les articles homonymes, voir TD.
.td est le domaine de premier niveau national destiné au Tchad.